# Municipio de Lafayette (Pensilvania)
El municipio de Lafayette  (en inglés: Lafayette Township) es un municipio ubicado en el condado de McKean en el estado estadounidense de Pensilvania. En el año 2000 tenía una población de 2.337 habitantes y una densidad poblacional de 12.7 personas por km².

## Geografía
El municipio de Lafayette se encuentra ubicado en las coordenadas 41°52′36″N 78°37′35″O / 41.87667, -78.62639.

## Demografía
Según la Oficina del Censo en 2000 los ingresos medios por hogar en la localidad eran de $36,736 y los ingresos medios por familia eran $44,125. Los hombres tenían unos ingresos medios de $29,297 frente a los $23,355 para las mujeres. La renta per cápita para la localidad era de $9,699. Alrededor del 7,0% de la población estaban por debajo del umbral de pobreza.